# Jarosław Marszewski
Jarosław Marszewski (ur. 17 czerwca 1967 we Wrocławiu) – polski reżyser i scenarzysta.
Studiował reżyserię w Akademii Filmowej w Pradze i na WRiTV UŚ w Katowicach. Absolwent filologii angielskiej na Uniwersytecie Wrocławskim. Jego etiudy krótkometrażowe i filmy zdobyły ponad 20 nagród na międzynarodowych festiwalach. Realizuje filmy fabularne, spektakle telewizyjne, wideoklipy, opery. W 2023 otrzymał stopień doktora na Uniwersytecie Śląskim w dziedzinie sztuk, dyscyplinie sztuk filmowych i teatralnych.

## Wybrana twórczość
Filmografia
- Bikini Blue – film fabularny, 2017;
- Jutro będzie niebo – film fabularny (najlepszy debiut reżyserski na Troia International Film Festival – Setubal, 2002, najlepszy debiut reżyserski, Festiwal Polskich Filmów Fabularnych – Gdynia 2001);
- Lekcja angielskiego – spektakl TV, 65 min, TVP S.A., 2003;
- Tango z aniołem – serial TV, ATM, 2005;
- Pozostać ludźmi – film dokumentalny, TVP, 1996;
- Berliner Tango – film krótkometrażowy, 1995 (zdobywca m.in. Grand Prix na World Short Film Festival w Huy i International Non Commercial Film Festival w Berlinie);
- Szczury – film krótkometrażowy, 1990 (zdobywca m.in. Grand Prix na International Short Film Festival w Brnie i International Short Film Festival w Hamburgu);

Inscenizacje operowe
- Aida – opera, Qatar TV 2002;
- Carmen – opera, Teatr Wielki w Łodzi;
- Czarodziejski flet – opera, Opera i Filharmonia Podlaska;
- Madame Butterfly – opera, TV SABC 3;
- Madame Butterfly – opera, Teatr Wielki w Łodzi.